# Dean (Iowa)
Pour les articles homonymes, voir Dean.
Dean est une communauté non constituée en municipalité, du comté d'Appanoose en Iowa, aux États-Unis.
Le bureau de poste est inauguré en 1873 et fermé en 1953.
La ville est fondée en 1873 et nommée en l'honneur de Henry Clay Dean (en).

## Source de la traduction
- (en) Cet article est partiellement ou en totalité issu de l’article de Wikipédia en anglais intitulé « Dean, Iowa » (voir la liste des auteurs).